# Lorton, Virginia
Lorton är en ort (census-designated place) i Fairfax County, Virginia, USA.
Orten har fått sitt namn efter den engelska orten Lorton. 